# Яйвинская ГРЭС

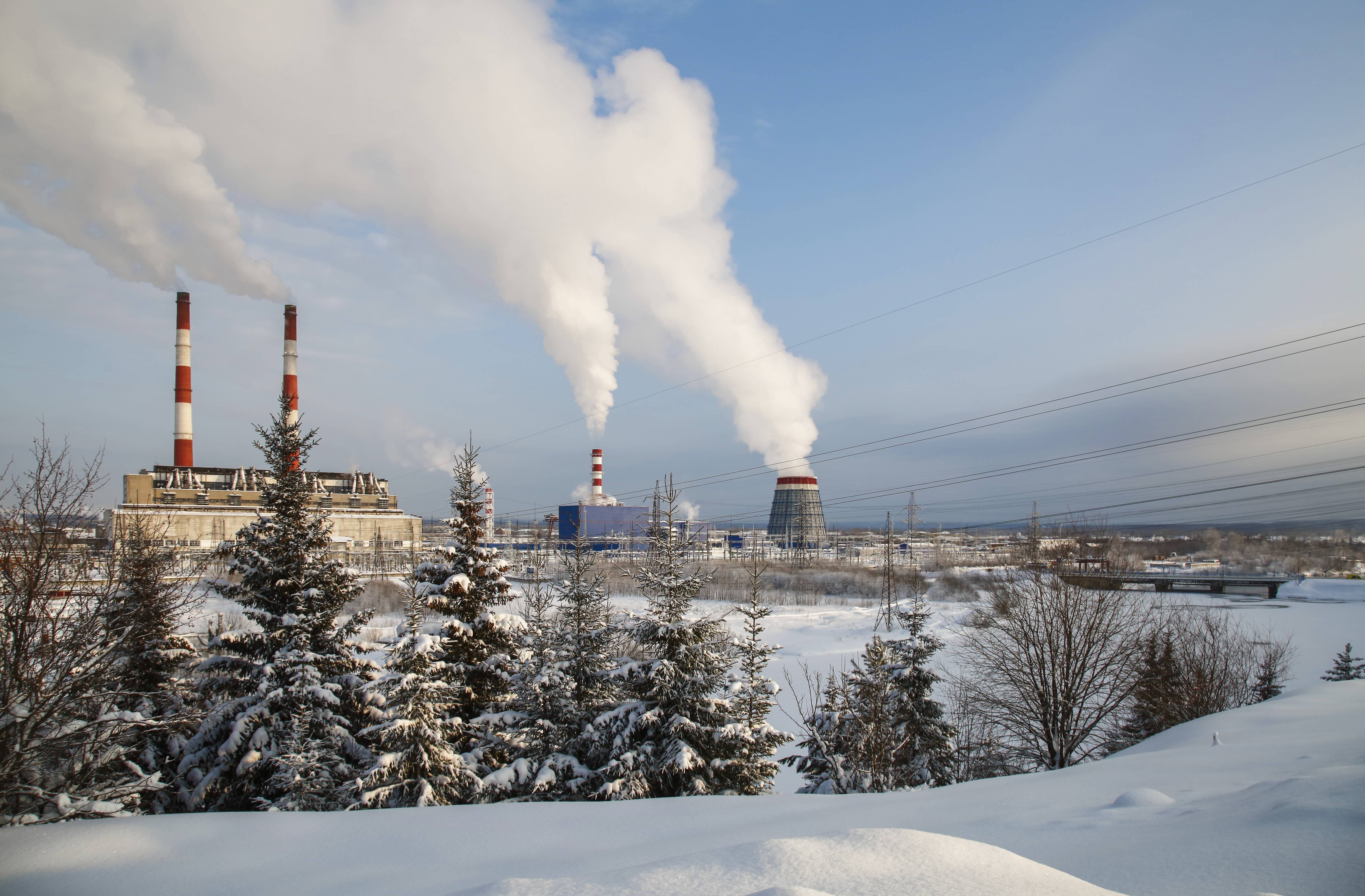

Яйвинская ГРЭС — тепловая электростанция в посёлке Яйва, Пермский край (Россия). Является филиалом ПАО «Юнипро» (ранее ОАО «Э.ОН Россия», еще ранее ОАО «ОГК-4»).

## История
Технический проект строительства угольной Яйвинской ГРЭС был утвержден в 1955 году, строительство началось в марте 1956 года. В состав ГРЭС входили четыре одинаковых энергоблока электрической мощностью по 150 МВт. Ввод в эксплуатацию первого энергоблока состоялся 30 июня 1963 года, второго и третьего — в 1964 году, четвертого — в 1965 году. Топливом первоначально служил кузнецкий и кизеловский каменный уголь.
В 1987 году все паровые котлы были переведены на параллельное сжигание природного газа Берёзовского месторождения, который стал основным топливом (97,2 %). В 1992 году один из электрических турбогенераторов ТВВ-165-2 заменен на ТВВ-160-2Е. Проводится экологический мониторинг источников выбросов загрязняющих веществ в атмосферу и водоёмы, золошлаковых отходов, подземных вод.
До 1992 года ГРЭС входила в энергосистему «Пермэнерго» Объединенной энергосистемы Урала, затем стала филиалом ОАО «Пермэнерго». В 2005 году в ходе реформирования энергетики было создано ОАО «Яйвинская ГРЭС», которое с 2006 года стало филиалом ОАО «ОГК-4», принадлежащего на 78,3 % немецкой компании E.ON.
В 2008—2011 гг. велось строительство парогазовой установки ПГУ-400 электрической мощностью свыше 400 МВт и КПД около 56 %. Генеральный подрядчик, выполнявший проектирование, поставку оборудования, строительно-монтажные и пусконаладочные работы «под ключ» (по так называемому EPC-контракту) — консорциум фирм Enka İnşaat ve Sanayi A.Ş. и Enka Power Systems B.V.. Основное оборудование включает газовую турбину типа SGT5- 4000F мощностью 285 МВ, паровую турбину типа SST5-3000 мощностью 130 МВ, генератор SGen5-2000H  на одном валу, которые будут поставлены компанией Siemens AG. Мощность установки 424,6 МВт при КПД нетто 58,2 % и удельном расходе тепла 6,182 кДж/кВт·ч. При этом мощность газовой турбины составляет 68 % общей мощности, паровой — 32 %. Общий объем инвестиций оценивался в 15 млрд рублей. Первого июля 2011 года новый энергоблок был подключен к сети.
В 2017 году располагаемая мощность Яйвинской ГРЭС увеличена до 1048 МВт за счет модернизации газовой турбины энергоблока ПГУ-400.

## Современное состояние
В 2017 году энергоблок № 5 прошёл модернизацию, что позволило увеличить мощность электростанции до 1048 МВт.Установленная электрическая мощность станции — 1048 МВт, установленная тепловая мощность — 69 Гкал/час. В 2021 году станция выработала 4125 млн кВт·ч электроэнергии. 
Выработка электроэнергии, млн. кВтч и КИУМ, %:  
| Выработка электроэнергии, млн. кВтч | 2010  | 2011  | 2012  | 2013  | 2014  | 2015  | 2016  | 2017  | 2018  | 2019    | 2020  | 2021  | 2022  | 2023     |
| ----------------------------------- | ----- | ----- | ----- | ----- | ----- | ----- | ----- | ----- | ----- | ------- | ----- | ----- | ----- | -------- |
|                                     | 3 840 | 4 854 | 6 345 | 5 784 | 5 621 | 5 111 | 4 864 | 4 473 | 4 536 | 4 227,4 | 4 362 | 4 125 | 4 626 | 4602,976 |

| КИУМ,% | 2010 | 2011 | 2012 | 2013 | 2014 | 2015 | 2016 | 2017 | 2018 | 2019 | 2020 | 2021 | 2022 |
| ------ | ---- | ---- | ---- | ---- | ---- | ---- | ---- | ---- | ---- | ---- | ---- | ---- | ---- |
|        | 73,1 | 71,2 | 70,5 | 64,4 | 62,6 | 56,9 | 53,9 | 49,8 | 49,5 | 46,0 | 47,4 | 44,9 | 50,4 |

Отпуск электроэнергии осуществляется по 18 высоковольтным линиям:
- 2 КВЛ и 2 ВЛ 220 кВ Яйвинская ГРЭС — ПС Северная;
- 2 ВЛ 220 кВ Яйвинская ГРЭС — ПС Калино с отпайками на ПС Горная;
- ВЛ 220 кВ Яйвинская ГРЭС — ПС Титан;
- ВЛ 220 кВ Яйвинская ГРЭС — ПС Бумажная;
- 2 ВЛ 110 кВ Яйвинская ГРЭС — ПС Соликамск с отпайками;
- 2 ВЛ 110 кВ Яйвинская ГРЭС — ПС Сильвинит с отпайками;
- 2 ВЛ 110 кВ Яйвинская ГРЭС — ПС Галкинская;
- ВЛ 110 кВ Яйвинская ГРЭС — Березниковская ТЭЦ-10 с отпайками;
- ВЛ 110 кВ Яйвинская ГРЭС — ПС Вильва с отпайками;
- ВЛ 110 кВ Яйвинская ГРЭС — ПС Расик с отпайками;
- ВЛ 110 кВ Яйвинская ГРЭС — ПС Люзень с отпайками.

Яйвинская ГРЭС обеспечивает электроэнергией предприятия и населенные пункты Верхнекамья, в том числе Березниковско-Соликамского промышленного узла (ОАО «Уралкалий», «Сильвинит», «Ависма», «Соликамскбумпром» и др.).

## Интересные факты
- Парогазовый энергоблок Яйвинской ГРЭС построен по самым передовым технологиям.

- Его КПД – 56% - является одним из самых больших в России, а технологический цикл цеха водоподготовки с 4 степенями очистки не имеет аналогов в мире.

- Паросиловые блоки могут работать на четырех видах топлива – природном газе, попутно-нефтяном газе, угле и мазуте.[11]